# Trichorthosia
Trichorthosia từng là một chi bướm đêm thuộc họ Noctuidae, hiện tại được coi là đồng nghĩa của Hypotrix.

## Former species
- Trichorthosia aselenograpta Dyar, 1916
- Trichorthosia cirphidia (Draudt, 1924)
- Trichorthosia clarcana Dyar, 1916
- Trichorthosia diapera (Hampson, 1913)
- Trichorthosia diplogramma (Schaus, 1903)
- Trichorthosia duplicilinea (Dognin, 1908)
- Trichorthosia euryte (Druce, 1898)
- Trichorthosia ferricola (Smith, 1903)
- Trichorthosia niveilinea (Schaus, 1894)
- Trichorthosia parallela Grote, 1883
- Trichorthosia tristis is now Anhypotrix tristis (Barnes & McDunnough, 1910)
- Trichorthosia umbrifer (Dyar, 1916)